# ديفيد ستيوارت ديفيز
ديفيد ستيوارت ديفيز (بالإنجليزية: David Stuart Davies)‏ هو كاتب بريطاني، ولد في 1946.